# Katherine Plunket
Catalina Plunket (Condado de Louth, Irlanda, 22 de noviembre de 1820 - Ib., 14 de octubre de 1932) fue una ilustradora, aristócrata y supercentenaria irlandesa. 

## Biografía
Fue la mayor de seis hermanos, a los cuales sobrevivió. Sus padres fueron Thomas Plunket (1792-1866) y Louisa Jane Foster (1804-1893). Fue bautizada el 13 de diciembre de 1820 como Catherine Plunket, aunque escribió su nombre con una K toda su vida. Está registrada en el censo de 1821.
Heredó de su familia materna la casa Ballymascanlon House, cerca de Dundalk, donde vivió hasta el fin de su vida. Actualmente dicha casa es un hotel.
Con su hermana Frederica hizo cerca de 1200 imágenes de flores durante sus viajes al continente europeo, incluyendo a Francia, Italia, España y Alemania. Estas fueron presentadas en 1903 al Royal College of Science for Ireland y trasladadas al Museo Nacional de Irlanda. En 1970 pasaron al Jardín botánico nacional de Irlanda.
Plunket atribuyó su longevidad a una vida serena y despreocupada. Se mantuvo sana y lúcida durante casi toda su vida, excepto por una bronquitis a los 102 años. Se encargó de su casa y de sus asuntos económicos incluso después de los 100 años.
Fue la última persona en morir que vivió antes de la invención de la fotografía.